# آرون مک اینتوش
آرون مک اینتوش (انگلیسی: Aaron McIntosh؛ زادهٔ ۷ january ۱۹۷۲ (۵۳ سال)) از برندگان مدال‌های بازی‌های المپیک تابستانی و ورزشکار اهل نیوزیلند است.
وی در مسابقات کشوری و بین‌المللی در مجموع برندهٔ ۱ مدال برنز شده‌است.